# Mount King (Enderbyland)
Mount King ist ein großer Berg mit strukturlosem Gipfel im ostantarktischen Enderbyland. Er ragt am östlichen Ende der Tula Mountains auf. 
Entdeckt und kartiert wurde er im Dezember 1958 von einer Schlittenmannschaft unter der Leitung des australischen Geodäten Graham Alexander Knuckey (1934–1969) im Rahmen der Australian National Antarctic Research Expeditions. Namensgeber ist Peter Wylie King (* 1921), ein Mannschaftsmitglied.